# Josef Andreas Jungmann
Josef Andreas Jungmann, S.J. (Campo Tures, 16 novembre 1889 – Innsbruck, 26 gennaio 1975), è stato un gesuita e teologo austriaco, riformatore della liturgia cattolica e consulente del Concilio Vaticano II.

## Biografia
Dopo gli studi a Bressanone, Innsbruck, Monaco di Baviera e Vienna Jungmann fu consacrato prete nel 1913 ed entrò nel 1917 nella Compagnia di Gesù. Dal 1925 insegnò pedagogia, catechesi e liturgia presso l'Università di Innsbruck. Qui nel 1930 divenne professore extraordinario, nel 1934 professore ordinario e nel 1956 professore onorario in Teologia pastorale.
Jungmann sostenne la riforma liturgica della chiesa cattolica e si impegnò per una compartecipazione attiva dei fedeli ai riti liturgici. Grazie a importanti ricerche mise in luce la lunga storia e l'evoluzione della Santa Messa, soprattutto nella sua opera principale, la Missarum Sollemnia, cercando così di dare legittimità a un rinnovamento moderno della liturgia tradizionale.
Dal 1960 era membro della Commissione preparatoria, dal 1962 membro della Commissione per Riforma liturgica del Concilio Vaticano II.
Nel 2001, il suo comune natale gli ha dedicato la nuova biblioteca locale, la Josef-Andreas-Jungmann-Bibliothek.

## Opere
- Die Frohbotschaft und unsere Glaubensverkündigung, Ratisbona, Pustet, 1936
- Die liturgische Feier, Ratisbona, Pustet, 1939
- Christus als Mittelpunkt religiöser Erziehung, Friburgo, Herder, 1939 [Cristo come punto centrale dell'educazione religiosa, a cura di A. Gamba, Marietti, Genova/Milano 2012]
- Gewordene Liturgie, Innsbruck, Rauch, 1941
- Die Eucharistie, Vienna, Herder, 1946
- Missarum Sollemnia. Eine genetische Erklärung der römischen Messe, 2 voll., 5ª ediz. Bonn, Nova & Vetera, 1962. ISBN 3-936741-13-1
- Liturgie der christlichen Frühzeit bis auf Gregor den Grossen, Fribourg (Svizzera), Università, 1967